# آني سيمبسون
آني سيمبسون (بالإنجليزية: Annie Simpson)‏ هي دراجة بريطانية، ولدت في 6 يونيو 1990.

## وصلات خارجية
- آني سيمبسون على موقع الاتحاد الدولي للدراجات (الإنجليزية)
- آني سيمبسون على موقع إحصائيات الدراجات الإحترافية (الإنجليزية)
- آني سيمبسون على موقع نسبة الدراجات (الإنجليزية)